# كريل مشطي
كريل مشطي (الاسم العلمي: Thysanopoda pectinata) هو نوع من المفصليات يتبع جنس كريل مهدب القدم من الفصيلة الكريلية.